# バーンケーン区
バーンケーン区（バーンケーンく、タイ語: เขตบางเขน）は、タイ王国バンコク都の行政区の一つ。
この行政区は、時計回りに、サーイマイ区、クローンサームワー区、カンナーヤーオ区、ブンクム区、ラートプラーオ区、チャトゥチャック区、ラックシー区、ドーンムアン区の8つの行政区に接している。

## 歴史
1897年プラナコーン郡が設立。1972年にプラナコーン郡とトンブリー郡が合併し、後のバ-ンケーン区としてバンコクの一部になる。
1989年、チャトゥチャック区とドーンムアン区が分離。
1997年、サーイマイ区新設時に北部の一部地域が分離。